# إروس رامادزوتي

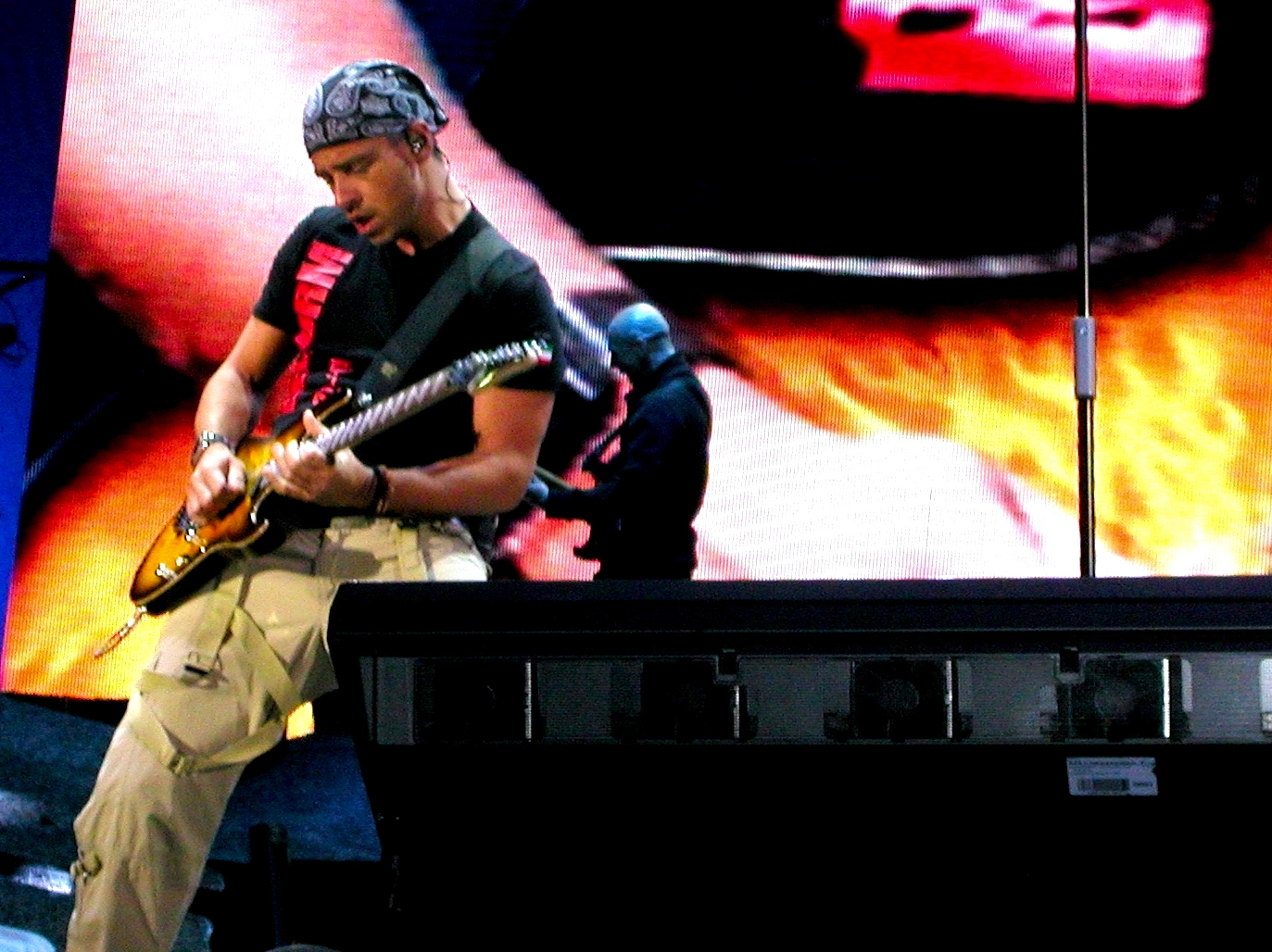
إروس رامادزوتي بحفلة في أليكانتى (2004)

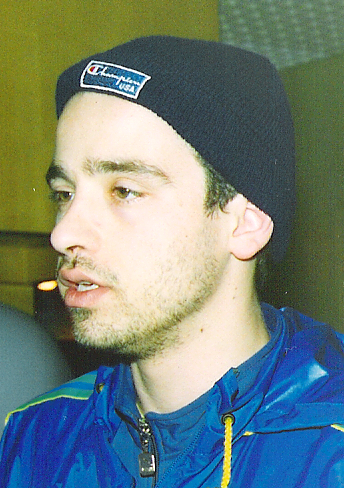
في بدايتة 1990 م

إروس رامادزوتـّي (Eros Ramazzotti) (روما، 28 أكتوبر 1963) مطرب إيطالي. أحد أنجح المطربين في الموسيقى الإيطالية والبوب اللاتينية على المستوى العالمي في النصف الأول من الثمانينات وبداية الألفية الثالثة. وقد بيعت له أكثر من 50 مليون اسطوانة في جميع أنحاء العالم.
منذ عام 1984، اصدر رامادزوتي 11 ألبوم استوديو، و واحدEP، وثلاثة ألبومات مجمعة، وثلاثة ألبومات مباشرة، و37 أغنية فردية، وقد باع أكثر من 60 مليون تسجيل في حياته المهنية التي دامت 30 عامًا ،وتضم مجموعته أغاني ثنائية مع فنانين مثل شير، تينا تورنر، أندريا بوتشيلي، باتسي كينسيت، أناستاسيا، جو كوكر ، خوليو إغليسياس، لين ديفيس، ريكاردو أرجونا، لوتشانو بافاروتي، لورا باوزيني، نيكول شيرزينغر وريكي مارتن.
حقق رامادزوتي نجاحًا دوليًا لأول مرة في عام 1993، مع إصدارألبوم Tutte storie الذي حصد خمسة ملايين من مبيعاته وأدى هذا النجاح إلى إبرام عقد مع بي إم جي إنترناشونال في عام 1994.

## روابط خارجية
- إروس رامادزوتي على موقع IMDb (الإنجليزية)
- إروس رامادزوتي على موقع الموسوعة البريطانية (الإنجليزية)
- إروس رامادزوتي على موقع روتن توميتوز (الإنجليزية)
- إروس رامادزوتي على موقع مونزينجر (الألمانية)
- إروس رامادزوتي على موقع ميوزك برينز (الإنجليزية)
- إروس رامادزوتي على موقع أول ميوزيك (الإنجليزية)
- إروس رامادزوتي على موقع ديسكوغز (الإنجليزية)